# Частный музей Роберта Муавада
Частный музей Роберта Муавада (араб. متحف روبير معوض الخاص‎) — частная резиденция в Бейруте, квартале Зокак эль-Блат, превращённая по инициативе ливанского бизнесмена Роберта Муавада в музей. Дворец был построен в неоготическом стиле ливанским политиком и коллекционером предметов искусства Анри-Филиппом Фарауном в 1911 году. Музей был открыт 11 мая 2006 года. В коллекции музея представлены предметы, демонстрирующие синтез восточной и западной культур, коллекция редких книг, китайский фарфор, керамика и другие значимые предметы. Архитектура дворца и его дизайн отражают увлечение Фарауна исламским искусством, декоративные деревянные панели, датируемые XIX веком были добавлены в интерьер здания после очередного путешествия Фарауна в Сирию. К другим важнейшим артефактам музея относятся византийская мозаика, древниримские мраморные скульптуры, сосуды и кувшины, исторические колонны, старинное оружие, уникальные ковры, сложные ювелирные украшения, редкие драгоценные камни, мелькитские католические иконы и сохранившиеся манускрипты.